# 幻之介世直し帖
『幻之介世直し帖』（げんのすけよなおしちょう）は、日本テレビでは1981年10月4日～1982年3月21日の半年間、日曜夜9時からの1時間枠で放映された時代劇。全24回。

## 概要
舞台は天保年間。幕府大目付・乾十左衛門（島田正吾）の息子、乾幻之介（小林旭）は、普段はムシリ頭の素浪人で暇を持て余す遊び人を装っているが、実は裏では江戸を騒がす義賊「はやぶさ」となり仲間たちと共に悪と戦う。
幻之介がはやぶさと知る者はごく限られており、父である十左衛門も薄々感づいている程度である。

## 制作の背景
本作は、これまでの時代劇とは一線を画した形で、物語やキャラクターの設定に至るまで米国の漫画『バットマン』を意識している。
小林旭扮する主人公・幻之介が「はやぶさ」に姿を変えて登場する際の衣装が、ハヤブサの頭部を模した覆面に全身黒づくめ、忍者のように背中に背負った長差し、という「児童向け時代劇」のヒーローのごときスタイルだった。
第12話以降は、悪党の前で装束を解いて正体を現すという設定に切り替えた。

## キャスト
- 乾幻之介：小林旭

乾家嫡男。ムシリの浪人髷に着流しで常に暇を持て余す遊び人を装っているが、実は江戸を騒がす義賊「はやぶさ」となって悪と戦う。普段は「一文字屋」にほぼ居候に近い状態で、的の修繕や釣りをして気ままに暮らしている。
- お秀：松尾嘉代（第13話、第15話、第16話、第21話を除く）

茶屋兼矢場「一文字屋」の女将。伊平次の妹。
- 伊平次：長門裕之（第11話、第15話、第16話、第21話を除く）

「一文字屋」の板前。元乾家家臣。第7話では幻之介の身代わりを務めたことがあった。
- 捨松：古城和孝

植木屋。密偵。身軽で身体能力が高い。
- 神崎唐十郎：長門勇

南町奉行所同心。幻之介とは知らず、「はやぶさ」を捕まえることを夢見る同心歴30年のベテラン。黒猫が嫌い。幻之介のことを陰で「ぐうたら若様」と呼ぶことがある。
- おくみ：芦川よしみ（第1話、第4話、第7話 - 第8話、第11話、第15話 - 第16話、第21話、最終話）

神崎の娘。
- おるい：松居一代（第16話、第21話を除く）

「一文字屋」の従業員。
- 善六：古今亭朝太（第16話を除く）

神崎配下の御用聞き。
- 乾十左衛門：島田正吾（第1話、第3話、第4話）

大目付。第3話で「はやぶさ」の正体が息子・幻之介であることに薄々感づくようになる。
- 喜内：加島潤（第1話、第3話、第4話 - 第5話、第10話、第20話 - 第21話）

乾家の用人。

## 主題歌
- エンディングテーマ「思いやり」
  - 作詞：なかにし礼／作曲：藤崎良／編曲：大和圭太郎／唄：小林旭
  - 発売：ポリドールレコード（現・ユニバーサルミュージック）

オープニングはストリングスを中心とした別の曲でインストゥルメンタル。

## スタッフ
- 企画：岡田晋吉、加賀義二（NTV）
- プロデューサー：瀬島光雄
- 脚本：放映リスト参照。
- 音楽：藤崎良、大和圭太郎
- 監督：放映リスト参照。
- 殺陣：高橋一俊
- ナレーター：桂竜也（第24話） - ※当時の肩書きは文化放送アナウンサー、篠原大作（第2話）
- 制作協力：テンパー・プロダクション
- 製作：国際放映

## 放映リスト
| 話数 | 放送日         | サブタイトル                 | 脚本       | 監督     | ゲスト |
| ---- | -------------- | ---------------------------- | ---------- | -------- | --- |
| 1    | 1981年 10月4日 | 闇御用はやぶさ見参           | 中村勝行   | 山崎大助 | おくみ：芦川よしみ 佐原屋惣兵衛：田口計、堀田刑部：江見俊太郎、 重蔵：沖田駿一、喜内：加島潤、弥平：岩城力也、 三鈴栄子、田中耕三郎、矢車武、中村裕、 高畑次郎、源馬均、石本博美、宮沢勇、由利勝郎、 渥美博、伊藤厚志、持原洋樹、鳴海剛、山中直人、 乾十左衛門：島田正吾 |
| 2    | 10月11日       | はやぶさが助けたおしどり瓦版 | 山浦弘靖   | 山崎大助 | 仙吉：松山政路、 前田外記：高野真二、中山典膳：大村文武、 お糸：関谷ますみ、木曽屋：高城淳一、 西沢：岡本正幸、仁平：西川敬三郎、番頭：門脇三郎、 中村裕、田中耕三郎、矢車武、高畑次郎、 源馬均、石本博美、宮沢勇、由利勝郎、 渥美博、伊藤厚志、持原洋樹 |
| 3    | 10月18日       | はやぶさ尼寺に舞う           | 和久田正明 | 山崎大助 | 行徳院：松山容子、 一柳豊後守：長谷川哲夫、 玄性尼：宮崎あすか、法身尼：西ようこ、喜内：加島潤、 岩井：羽生昭彦、神島：中村俊安、ふさ：池永寿見子、 天海：有馬光貴、権八：穴原正義、番頭：永谷悟一、同心：栗田八郎、 佐藤功、真田陽一郎、中村裕、田中耕三郎、矢車武、 高畑次郎、源馬均、石本博美、宮沢勇、由利勝郎、 乾十左衛門：島田正吾                                                        |
| 4    | 10月25日       | はやぶさが挑んだ大爆発の罠   | 田上雄     | 山崎大助 | 関口一郎太：佐藤仁哉、 加代：伊藤咲子、おくみ：芦川よしみ、 望月玄十郎：剣持伴紀、荒木三左衛門：小田草之介、喜内：加島潤、 辺見新兵衛：原田君事、岸部左内：流健三郎、児玉勝之助：望月太郎、舟宿の女将：村上記代、 中林義明、田代潤、門脇三郎、加藤茂雄、那須のり子、 荒木一夫、藤井章人、田丸一登、中村裕、 正岡左馬之介：西沢利明、 乾十左衛門：島田正吾                                        |
| 5    | 11月1日        | はやぶさ剣法罠を斬れ         | 中村勝行   | 高瀬昌弘 | おきよ：早乙女愛、 河内屋儀兵衛：伊達三郎、相良監物：高木二郎、 岩田：長沢大、近江屋清右衛門：灰地順、喜内：加島潤、 嘉助：元木丈陽、甚八：篠原靖夫、吟味同心：三上剛、 福原秀雄、萩原竹夫、中村裕、田中耕三郎、 矢車武、高畑次郎、源馬均、石本博美、宮沢勇、 由利勝郎、渥美博、伊藤厚志、持原洋樹、鳴海剛                                                                                       |
| 6    | 11月8日        | はやぶさ助けた鬼同心         | 名倉勲     | 高瀬昌弘 | 田島勝之進：宮内洋、 堀田豊後守忠春：増田順司、鳥居甲斐守忠燿：城所英夫、 岩井：原口剛、源造：峰村銀、山岡：倉島譲、 人見あかり、加藤茂雄、都家歌六、中村裕、 田中耕三郎、矢車武、高畑次郎、源馬均、石本博美、 宮沢勇、由利勝郎、渥美博、伊藤厚志、持原洋樹、 凑屋仙右衛門：森幹太、本多大炊頭輝貞：小瀬格                                                                                       |
| 7    | 11月15日       | はやぶさが二人いた!?         | 山浦弘靖   | 原田雄一 | おはつ：相原友子、 おくみ：芦川よしみ、留吉：森下陽、 野沢大和守：三沼慶、浅吉：住本敏彦、おちか：田村由美、 井上三千雄、熊谷雄二、平出一旺、那須のり子、 中村裕、田中耕三郎、矢車武、高畑次郎、源馬均、 河西妥女：近藤宏、板垣：大林丈史、 英斉：藤村有弘 |
| 8    | 11月22日       | はやぶさ襲う死神軍団         | 和久田正明 | 原田雄一 | おくみ：芦川よしみ、おいと：山添由夏、 丈吉：時田優、利助：出光元、 音松：鶴田忍、太吉：小池満敏、仙太：三島新太郎、 北礼乃、小川晃世、原えり子、大谷一夫、 中村裕、田中耕三郎、矢車武、高畑次郎、源馬均、 死神：内田勝正、小山田：梅津栄、 水戸屋万兵衛：川合伸旺 |
| 9    | 11月29日       | 女心を操る悪を斬れ           | 名倉勲     | 長谷和夫 | お袖：佐藤万理、 次兵衛：高峰圭二、 浜田：阿藤海、日下部兵部：幸田宗丸、 夜烏の藤兵衛：福山象三、長兵衛：徳弘夏生、おさと：清宮雅子、 中村裕、田中耕三郎、矢車武、高畑次郎、 源馬均、由利勝郎、渥美博、高見明江、矢沢裕紀 丹波屋六兵衛：武藤英司 |
| 10   | 12月6日        | 狙われた愛の肖像             | 山本英明   | 長谷和夫 | おゆみ：香野百合子、 政次：伊東達広、 岸井和馬：奥野匡、喜内：加島潤、 中村裕、田中耕三郎、矢車武、由利勝郎、 高畑次郎、源馬均、渥美博、持原洋樹、 山村宗珉：浜田寅彦、大野主膳：高杉玄 竹村修理：嵯峨善兵、井上豊後守：稲葉義男 |
| 11   | 12月13日       | 人質救出!暗闇の対決          | 田上雄     | 山崎大助 | おくみ：芦川よしみ 斉藤兵庫：勝部演之、 小林：吉田豊明、中村：中村俊安、井上：小倉雄三、 田川源二郎：兼松隆、田川源三郎：龍駿介、片桐小弥太：由利勝郎、 荒木一夫、藤井章人、田丸一登、中村裕、源馬均、 矢車武、高畑次郎、石本博美、宮沢勇、伊藤厚志、 田川源一郎：志賀勝 |
| 12   | 12月20日       | 罠に落ちた恋人たち           | 中村勝行   | 山崎大助 | おしの：岡田美佐子、 榊兵馬：速水亮、瀬母木掃門：綾川香、戸田政右衛門：弘松三郎、 合力：有馬光貴、辰三：中屋敷鉄也、中間頭：森明邦、与力：野田一生、 荒木一夫、藤井章人、田丸一登、中村裕、源馬均、 田辺清輝、矢車武、伊藤厚志、石本博美、由利勝郎、 鳴海屋伝兵衛：山本昌平、角田源十郎：片桐竜次                                                                                                |
| 13   | 12月27日       | 金も女もおそろしい           | 名倉勲     | 原田雄一 | 綾乃：小鹿ミキ、 お新：左時枝、村上数馬：石田信之、 川田大造：堀田真三、小西良助：井上高志、おろく：三上櫻子、巽一兵：森大河、 おくま：原田千枝子、おしの：中野詠子、辰吉：高品正広、井上八郎太：早田文次、 田中耕三郎、矢車武、高畑次郎、石本博美、伊藤厚志、源馬均、 荒木一夫、田丸一登、中村裕、渥美博、持原洋樹、由利勝郎、 牧野石見守長忠：中村竜三郎、雲慶：北九州男、大杉重兵衛：松本朝夫 |
| 14   | 1982年 1月10日 | 盗っ人を盗む女               | 和久田正明 | 原田雄一 | おきた：加賀まりこ、 おくみ：芦川よしみ、 犬甘左京：石橋雅史、原口市兵衛：唐沢民賢、蔵三：榎木兵衛、 梅吉：堀内輝光、助左：福井教夫、百助：斉藤司、やくざ：真田英明、 荒木一夫、藤井章人、田丸一登、源馬均、中村裕、矢車武、 花川戸の仁助：御木本伸介、 土蜘蛛の弥蔵：入川保則 |
| 15   | 1月17日        | くの一地獄変                 | 和久田正明 | 原田雄一 | 小笛：夏樹陽子、 おくみ：芦川よしみ、おしの：川崎あかね、 井筒屋嘉平次：木村元、松平忠幸：剣持伴紀、 吾助：木田三千雄、三蔵：粟津號、お里：岡幸恵、八兵衛：天草四郎、 田中耕三郎、矢車武、高畑次郎、源馬均、石本博美、 宮沢勇、由利勝郎、渥美博、伊藤厚志、持原洋樹、 あけび：鹿沼えり、桶川兵庫：外山高士                                                                                       |
| 16   | 1月24日        | 鴉が哭いた上州路             | 中村勝行   | 日高武治 | 駒次郎：坂上二郎、 おくみ：芦川よしみ、嘉助：車だん吉、 九郎兵衛：須藤健、仁兵衛：椎谷建治、北村：千波丈太郎、 男：高橋義治、やくざA：土屋雄二、奉公人：門脇三郎、留め女：若原初子、 中村裕、田中耕三郎、矢車武、高畑次郎、源馬均、 荒木一夫、藤井章人、田丸一登、石本博美、伊藤厚志、 お葉：奈良富士子                                                                                          |
| 17   | 1月31日        | 伊平次の声が盗まれた         | 田上雄     | 永野靖忠 | 貴三郎：なべおさみ、 お松：伊藤めぐみ、 久七：田村貫、太吉：圓山淳也、伝八：田中耕三郎、清兵衛：打出親五、 中村裕、矢車武、高畑次郎、源馬均、石本博美、 宮沢勇、由利勝郎、渥美博、伊藤厚志、持原洋樹、 荒木一夫、藤井章人、田丸一登、田辺清輝、福井教夫、 松永兵庫：大下哲矢、武兵衛：江幡高志                                                                                                   |
| 18   | 2月7日         | 枯野に散った狼たち           | 山本英明   | 日高武治 | お清：三條美紀、 弥市：西岡徳馬、 友吉：氏家修、勘次：関川慎二、 鈴木真美子、夏木順平、伊藤厚志、持原洋樹、 中村裕、田中耕三郎、矢車武、高畑次郎、 源馬均、石本博美、宮沢勇、由利勝郎、 村越兵部：杉江廣太郎、島田俊輔：片岡五郎 |
| 19   | 2月14日        | 御赦免花は二度咲かぬ         | 名倉勲     | 日高武治 | 弥助：三上真一郎、 およう：片桐夕子、 池田兵庫：佐藤和男、治助：矢野間啓二、まつ：千田桂子、 かね：市川夏江、おさい：石井ひとみ、儀十：松尾文人、 荒木一夫、藤井章人、田丸一登、中村裕、 高畑次郎、源馬均、石本博美、宮沢勇、 中山日向守：小笠原弘、おきん：松風はる美、越後屋佐兵衛：田島義文                                                                                                   |
| 20   | 2月21日        | ここが思案の敵討ち           | 山本英明   | 原田雄一 | お澄：桂木文、 圭二郎：内田喜郎、川端頼母：早川純一、 幸右衛門：福山象三、本多：北村晃一、 仙造：小田草之介、喜内：加島潤、栄吉：羽生昭彦、 お勝：一の瀬玲奈、喜助：中村俊安、伊織：村上幹夫、 田中耕三郎、矢車武、高畑次郎、源馬均、石本博美、 源伯：石濱朗 |
| 21   | 2月28日        | 敵か味方か悪鬼の館           | 和久田正明 | 永野靖忠 | 三左衛門：安井昌二、 ちさ：飛鳥裕子、おくみ：芦川よしみ、 長沢土佐守：北町嘉朗、市助：坂田金太郎、喜内：加島潤、 能谷雄二、角田美和、中海加津治、長沢武司、 中村裕、田中耕三郎、松坂司郎、矢車武、志村左近、 高畑次郎、源馬均、石本博美、宮沢勇、由利勝郎、 風間：宮口二郎、草野：北公次 |
| 22   | 3月7日         | 冬の花火が取り持つ母子       | 名倉勲     | 新津左兵 | 染蝶：葉山葉子、 清造：尾美としのり、お袖：真理明美、 染奴：門谷美佐、小染：吉岡美智子、治平：篠原靖夫、 吉井豊後守：渡辺紀行、市兵衛：山本幸栄、外村：明石勤、辰吉：志馬琢哉、 中村裕、田中耕三郎、松坂司郎、矢車武、志村左近、 高畑次郎、源馬均、石本博美、宮沢勇、由利勝郎、 六兵衛：小林重四郎、弥兵衛：岩崎信忠                                                                             |
| 23   | 3月14日        | 暗殺狩り                     | 和久田正明 | 原田雄一 | 奥田新兵衛：清水綋治、 板倉能登守：山下洵一郎、たま：原田英子、 徳弘夏生、三笠敬子、若原初子、鹿島信哉、 中村裕、田中耕三郎、松坂司郎、矢車武、志村左近、 高畑次郎、源馬均、石本博美、宮沢勇、由利勝郎、 豊岡：村田知栄子 |
| 24   | 3月21日        | はやぶさは永遠(とわ)に翔ぶ   | 中村勝行   | 小林旭   | おせい：松本留美、 おくみ：芦川よしみ、伸吉：今藤正人、 仙次：山田貫太郎、弥一：椎名泰之、田所：桐山洸一、 西川敬三郎、永谷悟一、住本敏彦、 海老原順子、熊谷雄二、岡崎真理、 由利勝郎、矢車武、伊藤厚志、高畑次郎、石本博美、源馬均、 外山淡路守：宮島誠、権藤弥三郎：桂広行 |

## 備考
- 劇伴の音楽の一部は、現代物のドラマ『俺たちは天使だ!』（1979年）から流用されている。
- 最終回では、主題歌「思いやり」の1番を本編のラストで流し、そこから引き続きエンディングで2番を流した。
- 前番組『桃太郎侍』まで、日本テレビ系日曜21時台の番組を同時ネットで放送していた山形放送（当時は日本テレビ系列とテレビ朝日系列のクロスネット局）は、本番組開始の1981年10月改編をもって日曜21時台がテレビ朝日系『日曜洋画劇場（22:54まで）』の同時ネットに変更されたため、本番組は水曜23:20枠からの遅れネットで放送された。
  - なお、次番組の『松平右近事件帳』からは、すでに移行していた日本テレビ系日曜19:00 - 21:00枠および、22:00 - 22:30枠の番組と同様、当時、フジテレビ系列であった山形テレビの日曜22:30枠へと移行された[2]。

## 前後番組
| 日本テレビ系列 日曜21:00 - 21:54枠 | 日本テレビ系列 日曜21:00 - 21:54枠 | 日本テレビ系列 日曜21:00 - 21:54枠 |
| 前番組                             | 番組名                             | 次番組                             |
| ---------------------------------- | ---------------------------------- | ---------------------------------- |
| 桃太郎侍                           | 幻之介世直し帖                     | 松平右近事件帳                     |